# Don Galloway
Donald Poe „Don” Galloway (ur. 27 lipca 1937 w Brooksville, zm. 8 stycznia 2009 w Reno) – amerykański aktor. Odtwórca roli detektywa sierżanta Eda Browna w serialu kryminalnym NBC Ironside (1967–1975).

## Życiorys
Urodził się w Brooksville w Kentucky jako syn Callie Malee (z domu Poe) i Paula Smitha Gallowaya, dostawcy. Miał starszego brata Paula (ur. 1925, zm. 2015). W 1955 ukończył Bracken County High School, gdzie grał w koszykówkę. W 1959 został absolwentem University of Kentucky, gdzie studiował teatr. Od wczesnych lat wraz z rodziną uczęszczał do Concord Methodist Church w Brooksville w Kentucky; w wieku trzech lat potrafił recytować długie wersety biblijne i opowiadania.
W 1959 zadebiutował na scenie Unto These Hills w Cherokee. W 1962 wystąpił na off-Broadwayu w roli Dana w produkcji Bring Me Home a Warm Body, za którą otrzymał nagrodę Theatre World Award. Karierę na srebrnym ekranie rozpoczął rolą Kipa Rysdale’a w operze mydlanej CBS The Secret Storm (1962). Największą sławę zyskał dzięki roli doktora Buzza Strykera w operze mydlanej ABC Szpital miejski (1985–1987).
Zmarł w Renown Regional Medical Center w Reno w stanie Nevada w wieku 71 lat po udarze, który przeżył dwa tygodnie wcześniej.

## Filmografia

### Filmy
- 1967: Pojedynek w Abilene jako Ward Kent
- 1968: Pewnego razu na Dzikim Zachodzie jako członek gangu Franka we Flashbacku
- 1983: Wielki chłód jako Richard Bowens
- 1995: Doom Generation – Stracone pokolenie jako facet FBI

### Seriale
- 1962: The Secret Storm jako Kip Rysdale
- 1963: Alfred Hitchcock przedstawia jako Al Aguilar
- 1967–1975: Ironside jako detektyw sierż. Ed Brown
- 1975: Sierżant Anderson jako porucznik Buckles
- 1978: Aniołki Charliego jako Gorman
- 1979: Mork i Mindy jako mężczyzna FBI
- 1983: Nieustraszony jako Edward Cole
- 1985–1987: Szpital miejski jako Buzz Stryker
- 1989: MacGyver jako John Collins
- 1989: Napisała: Morderstwo jako Andrew Hudson
- 1989: Matlock jako Philip Slayton
- 1989: Detektyw Hunter jako Bart Muller
- 1990: Dallas jako Patrick Knelman